# 베릴 (프로게이머)
베릴(본명: 조건희, 1997년 4월 1일 ~ )은 대한민국의 리그 오브 레전드 프로게이머로 아이디는 BeryL이다. 포지션은 서포터이다. 현재 Dplus KIA 소속이다.

## 선수 생활
2017년 아마추어 팀인 미라지 게이밍에서 프로게이머 커리어를 시작했다. 2017 서머 시즌 팀의 챌린저스 승격에 기여했다.
2018 시즌 중 원딜에서 서포터로 포지션을 변경했다. 2018 시즌 종료 이후 치러진 승강전에서도 담원의 챔피언스 승격에 기여했다.
2019 스프링 시즌에서는 호잇의 서브 선수로 간간히 출전하면서 팀의 포스트 시즌 진출에 기여했다. 리프트 라이벌즈 2019에 출전했으며 결승전 4세트 알리스타로 엄청난 활약을 보여주면서 LCK의 우승에 일조했다. 리그 오브 레전드 월드 챔피언십 2019에서는 로스터에 포함이 되면서 참가하게 되었다. 롤드컵 기간 동안 팀의 주전 서포터로 활동했으며 플레이인 스테이즈, 그룹 스테이지를 넘어 팀의 8강 진출에 기여했다.
2020 스프링 시즌 2라운드에서 새로 영입된 고스트와 함께 안정된 바텀을 보여주었다. 서머 시즌에서는 발전된 모습을 보여주면서 팀의 서머 시즌 우승에 기여했다. 시즌 종료 이후에는 올프로 퍼스트팀 서포터로 선정되었다. 리그 오브 레전드 월드 챔피언십 2020에서는 로스터에 포함이 되면서 참가하게 되었다. 롤드컵에서는 만나는 팀 족족 바텀 라인전을 이기는 활약을 보여주면서 팀의 롤드컵 우승에 기여했다. 시즌 종료 후 올스타에 선정되어 올스타전에 출전했다.
2021 시즌을 앞두고 담원과 재계약을 체결했다. 2021 스프링 시즌에도 좋은 모습을 보여주면서 팀의 롤챔스 우승에 기여했다. 스프링 시즌 종료 이후 올프로 세컨드팀에 선정되었다. 스프링 시즌 우승으로 참가한 리그 오브 레전드 미드 시즌 인비테이셔널 2021에서는 반대로 불안한 폼을 보여주었다. 결국 폼을 회복하지 못했으며 팀의 준우승의 원흉으로 지목받았다. 서머 시즌 초반에서도 MSI에서의 부진이 계속되는 모습을 보여주었다. 그러나 시즌이 진행되면서 점차 폼을 끌어올렸으며 좋은 모습을 보여주면서 팀의 우승과 월드 챔피언십 진출에 기여했다. 리그 오브 레전드 월드 챔피언십 2021에서는 로스터에 포함되면서 참가했다. 베릴은 팀의 주전 서포터로 활약하면서 팀의 결승 진출에 기여했다. 하지만 결승전에서 에드워드 게이밍에 패배하면서 준우승에 머물렀다. 2021 시즌 종료 후 FA로 나왔다.
2022 시즌을 앞두고 DRX에 입단했다. 입단 이후 팀의 주전 서포터로 자리를 잡았다. 스프링 시즌 동안 안정적인 모습으로 좋은 활약을 보여주었지만 서머 시즌에 들어선 이후에는 부진하였다. 이후 팀은 선발전을 거쳐서 리그 오브 레전드 월드 챔피언십 2022에 참가하였다. 베릴은 월즈 기간 동안 팀의 주전 서포터이자 핵심 오더라인으로 활약을 하면서 팀의 결승 진출에 기여했다. 베릴으로써는 3년 연속 월즈 결승 진출을 기록하게 된 것이다. 결승전에서도 T1을 상대로 3-2로 승리하면서 2번째 월즈 우승을 달성했다. 듀크 이후 2번째로 서로 다른 팀에서 월즈 우승을 한 선수라는 기록 역시 가져가게 되었다. 2022 시즌 종료 후 FA가 되었다.
2023 시즌을 앞두고 DRX와 재계약을 체결하면서 잔류했다.
2024 시즌에서는 DRX와 계약이 만료된 후 KT 롤스터에 입단했다. 이후 팀에서 퇴단했다.
2025 시즌을 앞두고 Dplus KIA에 복귀했다.

## 소속팀
| # | 팀명          | 소속 기간               | 소속 리그       | 비고 |
| - | ------------- | ----------------------- | --------------- | ---- |
| 1 | 미라지 게이밍 | 2017.05.03 ~ 2021.11.16 | 아마추어 CK LCK |      |
| 2 | DRX           | 2021.12.04 ~ 2023.11.21 | LCK             |      |
| 3 | KT 롤스터     | 2023.11.30 ~ 2024.11.19 | LCK             |      |
| 1 | Dplus KIA     | 2024.11.20 ~            | LCK             |      |

## 수상 내역
- 리그 오브 레전드 챌린저스 코리아 서머 2018 우승
- 리프트 라이벌즈 2019 우승
- 리그 오브 레전드 월드 챔피언십 2019 8강
- 우리은행 리그 오브 레전드 챔피언스 코리아 서머 2020 우승
- 리그 오브 레전드 월드 챔피언십 2020 우승
- 리그 오브 레전드 올스타전 2020 우승
- 2020 LoL KeSPA컵 울산 우승
- 리그 오브 레전드 챔피언스 코리아 스프링 2021 우승
- 리그 오브 레전드 미드 시즌 인비테이셔널 2021 준우승
- 리그 오브 레전드 챔피언스 코리아 서머 2021 우승
- e스포츠 명예의 전당 히어로즈
- 리그 오브 레전드 월드 챔피언십 2021 준우승
- 리그 오브 레전드 월드 챔피언십 2022 우승
- 리그 오브 레전드 시즌 킥오프 2023 준우승

## 논란

### 순당무 뒷담화 사건
2021 MSI가 종료된 이후인 2021년 6월 2일 베릴은 당시 챌린저 랭크를 달성한 인터넷 방송인 순당무의 실력을 비하하는 발언을 하여 논란이 되었다.
이에 대해 소속팀인 담원 기아는 사과문을 발표했다.

## 일화

### 프리코네
베릴은 평소 프린세스 커넥트! Re:Dive를 즐겨하는 것으로 알려져 있으며 그 중에서도 사렌을 최애 캐릭터로 꼽고 있다. 2020 서머 시즌 우승 후 소감에서 프린세스 커넥트를 언급해 화제가 되기도 했다.
리그 오브 레전드 월드 챔피언십 2020에서 담원이 우승을 차지한 이후, 기념 스킨을 제작하는데 있어 베릴은 제작팀에 프리코네의 사렌과 관련된 사진을 제공하였다고 언급했다.